# Lieftinckia
Lieftinckia – rodzaj ważek z rodziny pióronogowatych (Platycnemididae).

## Systematyka
Rodzaj ten utworzył w 1957 roku Douglas Eric Kimmins dla nowo opisanego przez siebie gatunku Lieftinckia salomonis.
Do rodzaju należą następujące gatunki:
- Lieftinckia isabellae Lieftinck, 1987
- Lieftinckia kimminsi Lieftinck, 1963
- Lieftinckia lairdi Lieftinck, 1963
- Lieftinckia malaitae Lieftinck, 1987
- Lieftinckia ramosa Lieftinck, 1987
- Lieftinckia salomonis Kimmins, 1957
- Lieftinckia ulunorum Marinov, 2016